# Arno van der Mark
Aarnoud (Arno) van der Mark (Vlaardingen, 30 september 1949) is een Nederlandse beeldhouwer, installatiekunstenaar, schilder, tekenaar en graficus.

## Leven en werk
Van der Mark studeerde van 1971 tot 1975 bij onder anderen Ad de Laat en Lex van Lith aan de Academie voor beeldende kunsten in Arnhem.
Van der Mark is werkzaam als installatie- en projectkunstenaar en landschapsarchitect.

## Werken (selectie)
- Drie elementen (1983), Oldenzaalseweg in Hengelo
- Drie zuilen afgedekt door een schijf (1986), Madestein in Den Haag
- Zonder titel (1987), Bolwerk in Bergen op Zoom
- The Library (1988), Beeldenpark van het Kröller-Müller Museum in Otterlo
- Passages (1995), in Woongebouw Piraeus van de Duitse architect Hans Kollhoff aan de KNSM-laan in Amsterdam
- 301 STEPS Daylight/Tungsten[2] (1998), Schenkkade/Prinses Beatrixlaan in Den Haag
- Large scale short cut (2000), Vrouwe Justitiaplein in Utrecht
- Sky, Moon, Mirror, Environment (2006), Gaatkensbult in Barendrecht
- LightNET (2007), Stadskantoor in Alkmaar
- Eight Songs For Diepenheim (2007/08) van Arno van der Mark en zeven andere kunstenaars, achter het rosarium de Broenshof in Diepenheim

## Fotogalerij

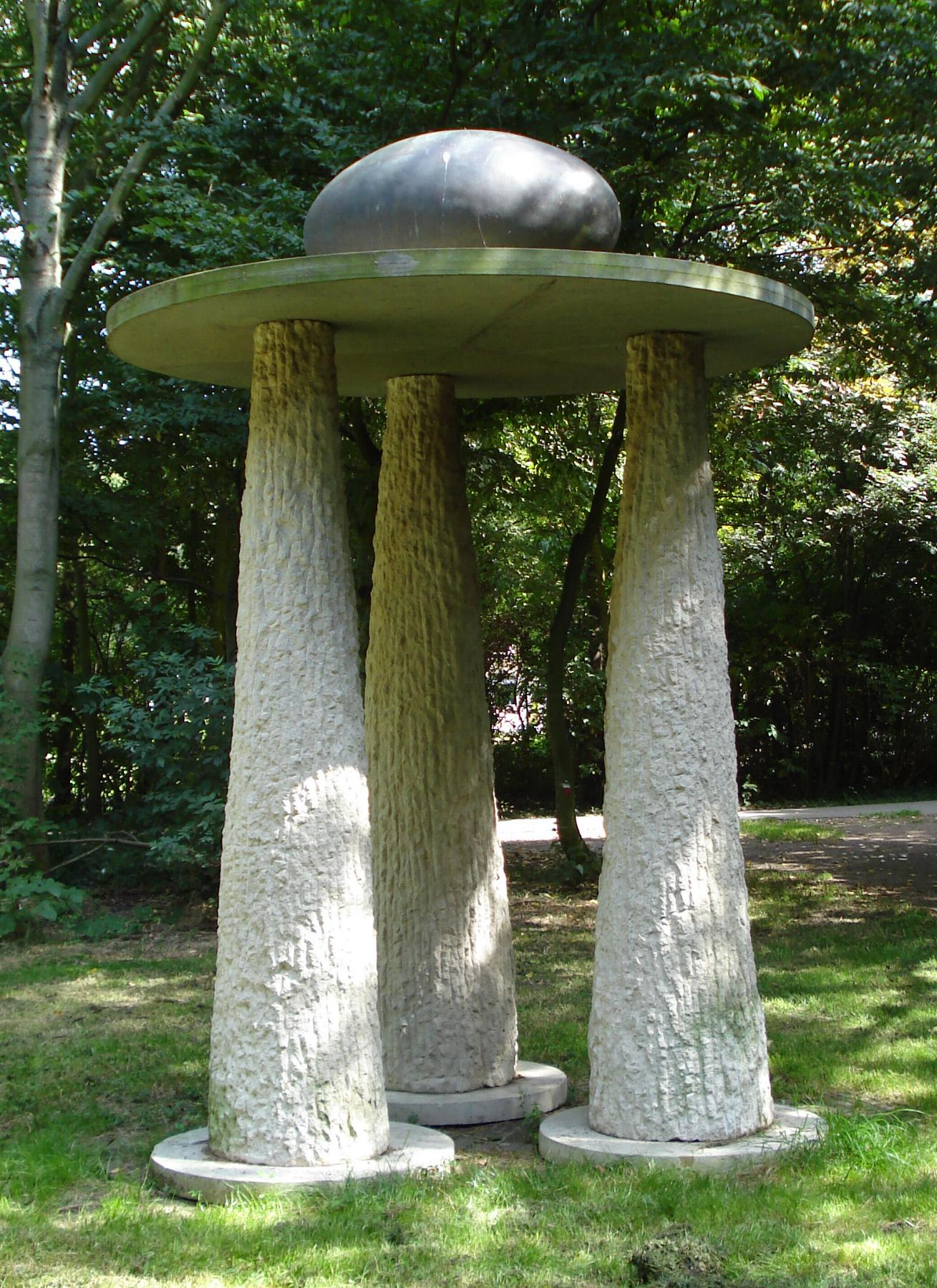
Drie zuilen afgedekt door een schijf (1986), Den Haag
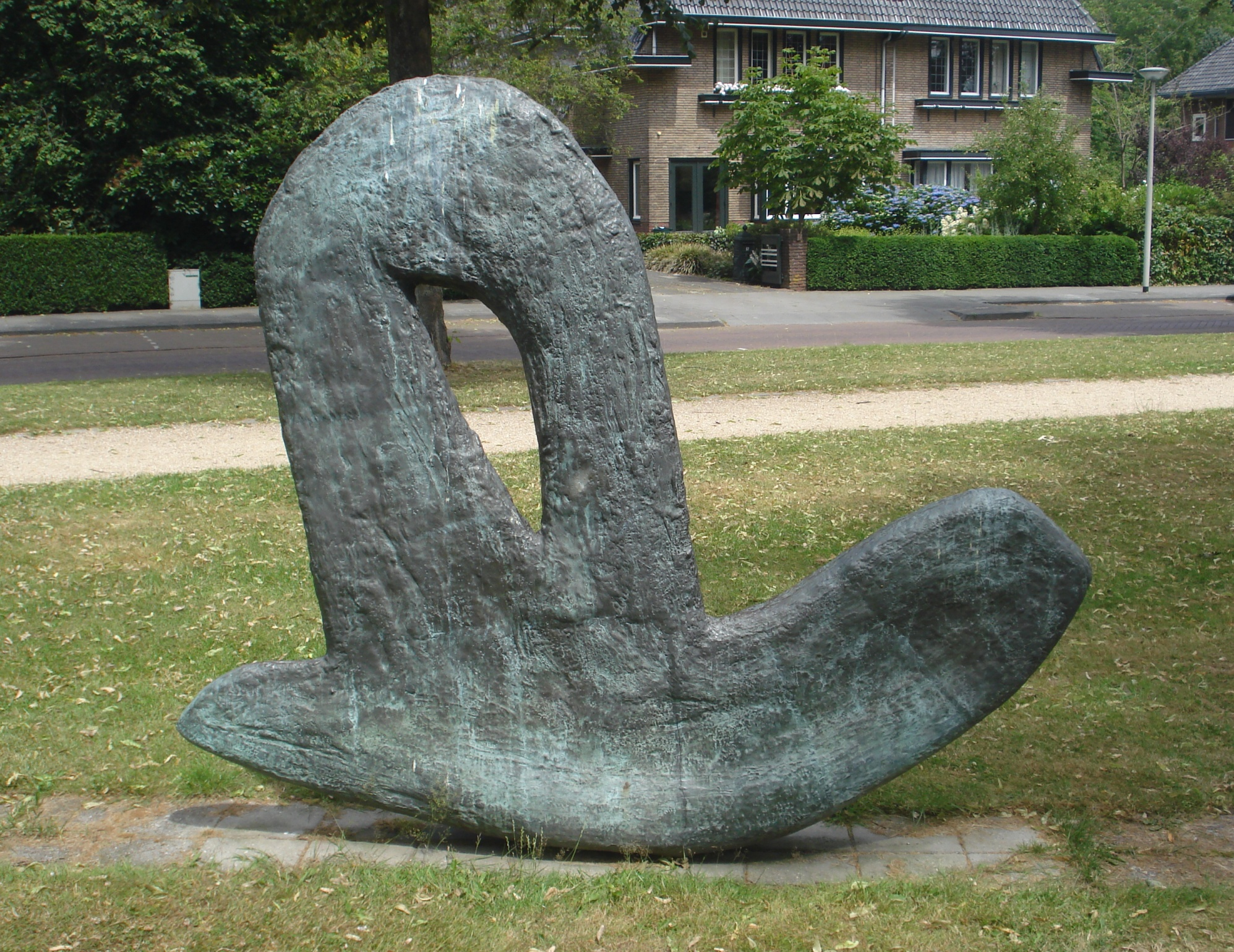
Zonder titel (1987), Bergen op Zoom
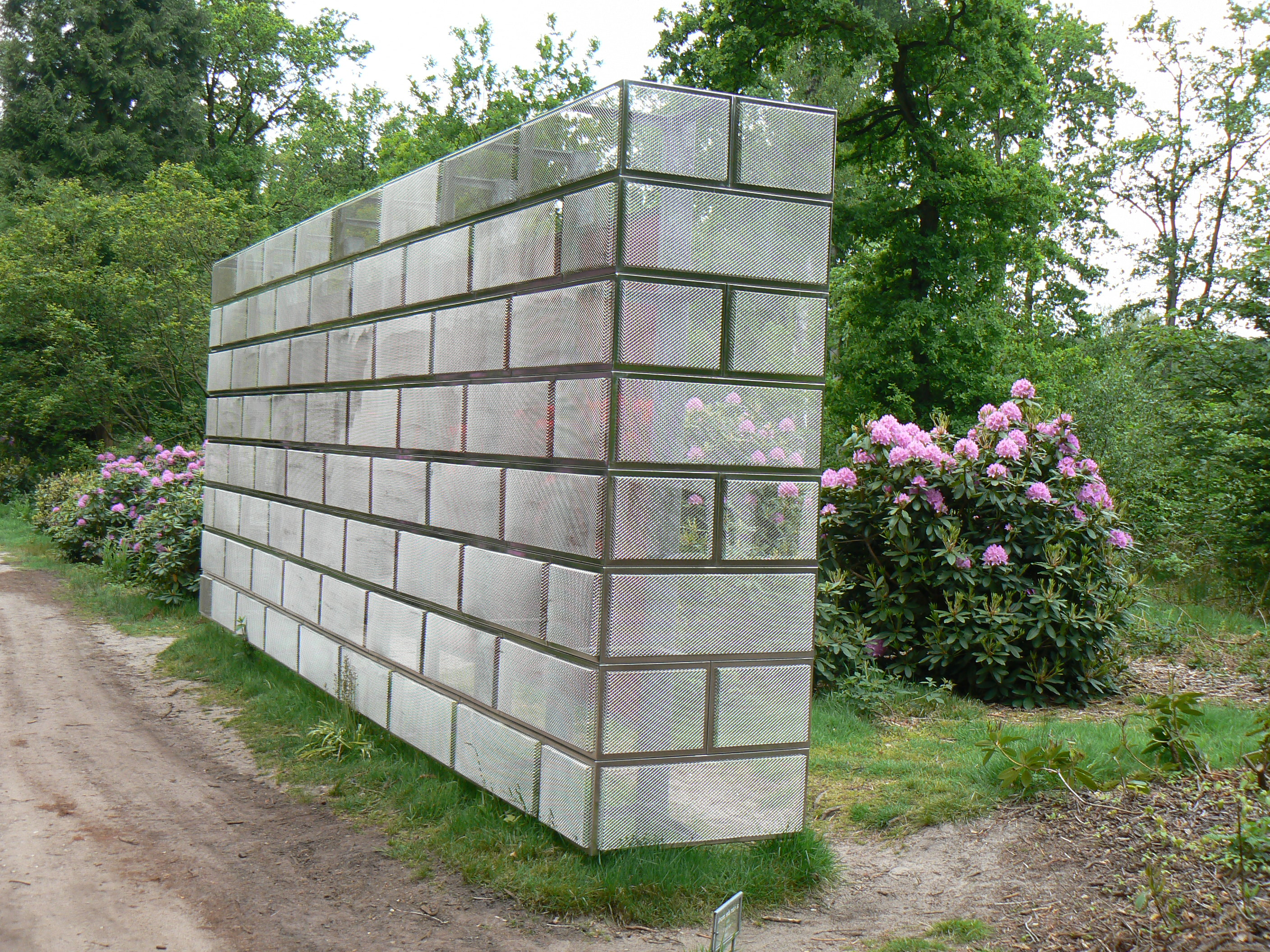
The Library (1988), Otterlo
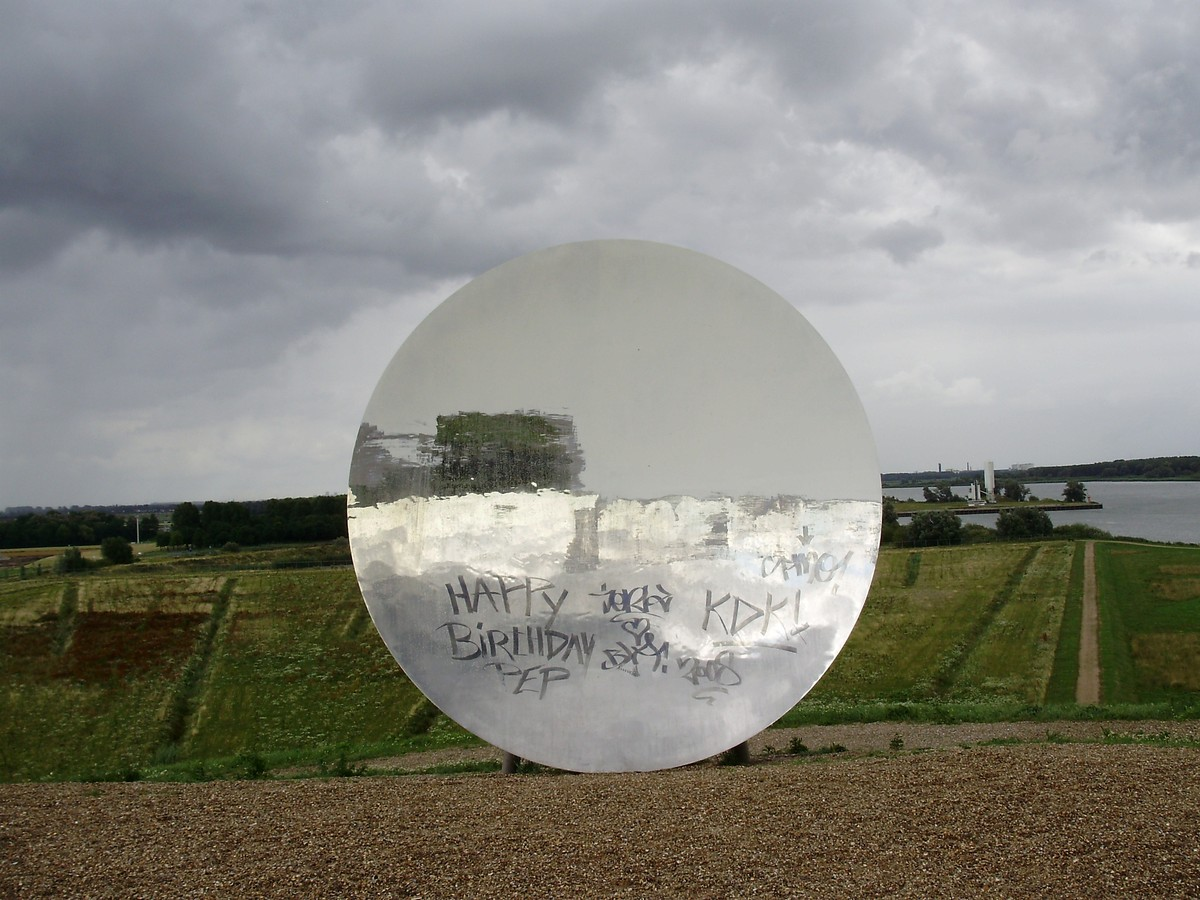
Sky, Moon, Mirror, Environment (2006), Barendrecht
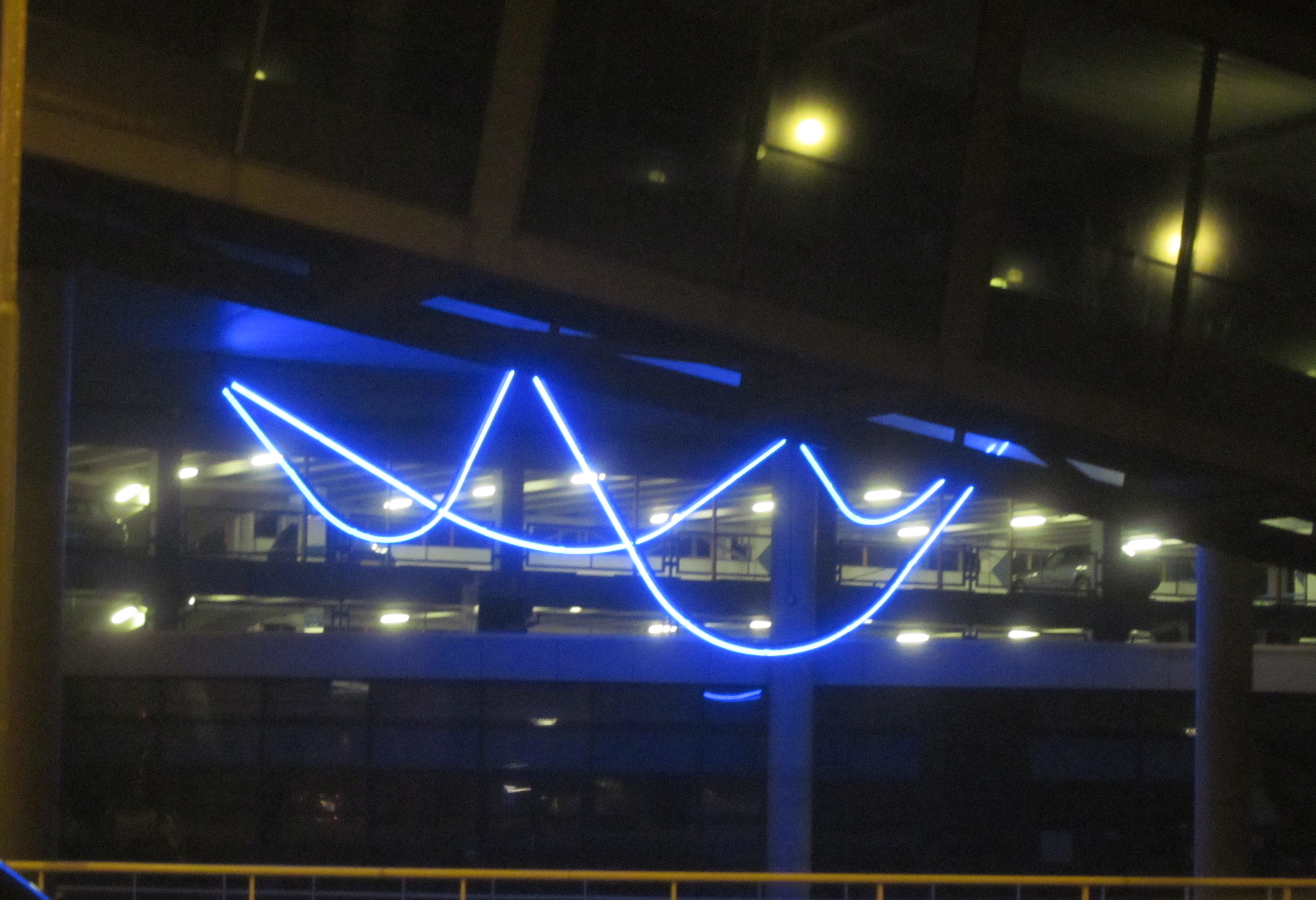
LightNET (2007), Alkmaar
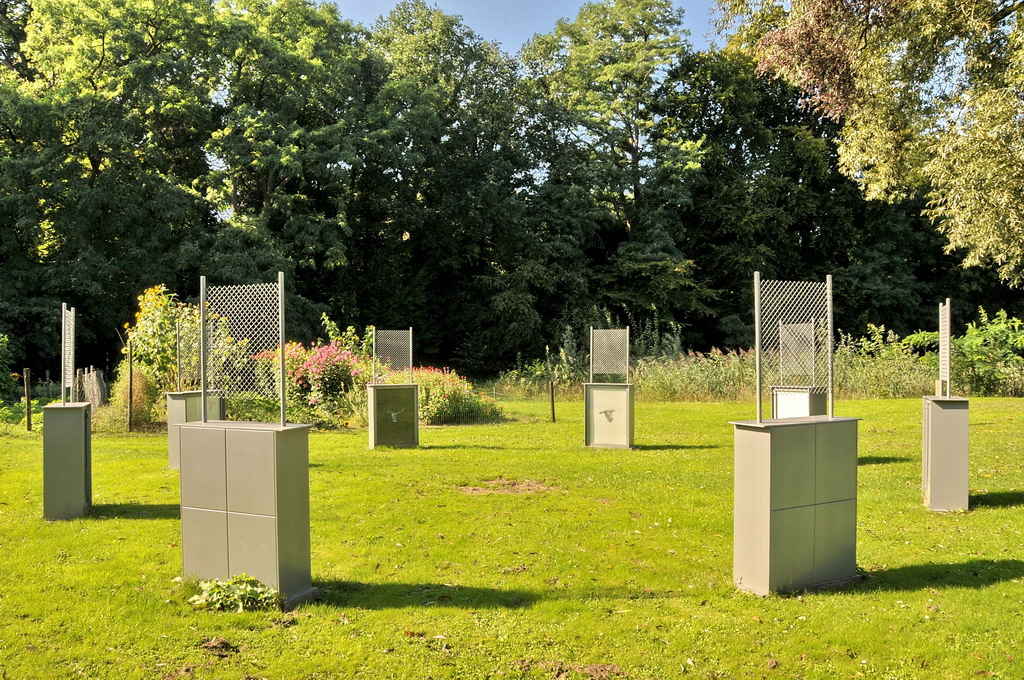
Eight Songs For Diepenheim (2007/08), Diepenheim